# Цариградски вестник
„Цариградски вестник“ е български седмичник, излизал в Цариград от 1848 до 1862 година, едно от най-сериозните издания на български език от възрожденския печат.
Вестникът е основан от Иван Богоров след спирането на „Български орел“. Богоров е и негов главен редактор до 1850 година, след което вестникът е поет от Александър Екзарх и за кратко от Тодор Бурмов.
Освен публицистика и документални географски, исторически и биографични очерци, в „Цариградски вестник“ се публикуват и художествени текстове. В подлистници са издадени преводи и български адаптации на множество чужди книги, сред които „Чудесиите на Робинзон Крузо“ на Даниел Дефо и „Еничарите“ на Мор Йокай. Във вестника публикуват много от представителите на т.нар. „даскалска поезия“, а в него правят своя дебют и поети като Добри Чинтулов и Петко Славейков. В „Цариградски вестник“ пише Йордан Хаджиконстантинов Джинот, който на страниците на вестника публикува множество статии, бележки и литературни произведения.